# Blåvandshuk Kommune
Blåvandshuk Kommune i Ribe Amt blev dannet ved kommunalreformen i 1970. Ved strukturreformen i 2007 blev den indlemmet i Varde Kommune sammen med Blåbjerg Kommune, Helle Kommune og Ølgod Kommune.
De fem muslingeskaller i kommunevåbenet skulle repræsentere de fem sognekirker i den nye Blåvandshuk Kommune 1907.

## Tidligere kommuner
Blåvandshuk Kommune blev dannet ved sammenlægning af 2 sognekommuner:
| Kommune  | Folketal 1. januar 1970 | Byer                   |
| -------- | ----------------------- | ---------------------- |
| Ho-Oksby | 650                     | Oksby                  |
| Ål       | 2.536                   | Oksbøl og Øster Vrøgum |
| I alt    | 3.186                   |                        |

## Sogne
Blåvandshuk Kommune bestod af følgende sogne, alle fra Vester Horne Herred:
- Ho Sogn
- Oksby Sogn – som Mosevrå Sogn blev udskilt fra i 2010
- Ål Sogn

I 2016 blev Ho, Mosevrå og Oksby sogne slået sammen til Blåvandshuk Sogn.

## Borgmestre[2]
| Navn                   | Parti                       | Periode   |
| ---------------------- | --------------------------- | --------- |
| Egon W. Jensen         | Lokalliste                  | 1970-1975 |
| Harry Thomsen          | Lokalliste                  | 1975-1986 |
| Sten Nielsen           | Det Konservative Folkeparti | 1986-1990 |
| Edna Jessen            | Venstre                     | 1990-2002 |
| Hans Christian Thoning | Venstre                     | 2002-2006 |

## Rådhus
I 2013 solgte Varde Kommune Blåvandshuk Kommunes tidligere rådhus på Kirkegade 5 i Oksbøl. Køberen var Danhostel, som etablerede 22 værelser i kontorerne samt fest-, kursus- og konferencelokaler i byrådssalen og kontorlandskabet.